# Hermann Dewitz
Hermann Dewitz (Tsjernjachovsk, 5 november 1848 - Berlijn, 15 mei 1890) was een Duitse entomoloog die was gespecialiseerd in vlinders. Hij was conservator van de afdeling Entomologie in het Museum für Naturkunde.
Dewitz was geïnteresseerd in vlinders van Zuid-Amerika en tropisch-Afrika. In 1882 verscheen van hem een werk over de rupsenstadia met als titel Beschreibungen von Jugendstadien exotischer Lepidopteren (Nova acta Leopoldina Bd. 44, Nr. 2. Halle - E. Blockmann & Sohn).
Hij publiceerde regelmatig wetenschappelijke werken over entomologie, waaronder een aantal artikelen over de voortbeweging van insecten over gladde oppervlakken.

## Enkele publicaties
- 1879. Mittheilungen des Münchener Entomologischen Vereins
- 1881. Afrikanische Nachtschmetterlinge. Nova Acta Acad. Caesar. Leop. Carol. 42

- Gemeinsame Normdatei: 1070668192
- International Standard Name Identifier: 0000 0003 8967 7837
- Nederlandse Thesaurus van Auteursnamen: 139279148
- Système universitaire de documentation: 200130676
- Virtual International Authority File: 283107331
- WorldCat: E39PBJmDmXw4ctDbqrt3BPcpT3